# Jak–52
A Jak–52 (orosz írással: Як–52), román jelzéssel Iak–52 a szovjet Jakovlev tervezőiroda kétüléses, légcsavaros, alapszintű kiképző és gyakorló repülőgépe. A KGST-együttműködés keretében a romániai Aerostar repülőgépgyárban kezdődött el a sorozatgyártása, amely még napjainkban is tart. Eredetileg a DOSZAAF igényeinek megfelelően gyakorló műrepülés céljára fejlesztették ki.
A repülőgép népszerű lett a maga kategóriájában, amit az a tény is bizonyít, hogy Kelet-Európán kívül számos Nyugat-Európai országba, az USA-ba és Kanadába is exportálták.

## Története
A gépet Vjacseszlav Kondratyjev főkonstruktőr irányításával fejlesztették ki a Jak–50-es műrepülőgép alapján. Kezdetben a Jak–50U típusjelet kapta. Sorozatgyártását 1977-től a romániai Bákóban (Bacău) működő Aerostar vállalat végzi. A Romániában elsőnek épített prototípus 1978 májusában emelkedett először a levegőbe. A tényleges sorozatgyártás 1979-ben kezdődött el az Aerostarnál. 1986-ra a gyártási darabszám már elérte az ezret, 1990-re pedig az 1500-at. A Szovjetunió 1991-es megszűnése után a sorozatgyártás jelentősen visszaesett, az 1990-es évek első felében évi kb. 10 darabot építettek. Az eredeti szovjet licenc-változatot 121 gyártási sorozatban 1998-ig készítették. 1999-től a román gyártó által modernizált Iak–52W változat gyártása folyik.
A gépeket kezdetben a Szovjet Légierő és a Román Légierő részére gyártották. A gépeket később azonban civil polgári üzemeltetőknek is értékesítették. A Szovjetunió és Románia mellett Magyarország lett a típus harmadik katonai célú üzemeltetője.

## Harci alkalmazása
A nemzetközileg el nem ismert, Grúziából kivált szakadár állam, Abházia légiereje megalakulásakor géppuskákkal felszerelt Jak–52-es kiképzőgépeken alapult. Legalább egy Jak–52-es elveszett, ez 1993. július 4-én egy, a grúz erők elleni felderítő bevetés során Szuhumi térségében zuhant le.

## Magyarországi alkalmazása
12 darab Jak–52 típusú repülőgép 1994-ben érkezett meg Szolnokra a romániai gyárból ládákban, szétszerelt állapotban. Összeszerelésüket a repülőtér műszaki állománya és a gyári küldöttség közösen végezte.
2003. november 13-án a Magyar Légierő egyik Jak–52-ese gyakorló repülés közben Szolnoktól nem messze, Tiszagyenda határában lezuhant, mindkét pilóta életét vesztette. 2015. június 25-én a szolnoki katonai repülőtér körzetében gyakorló repülés közben kigyulladt a Magyar Légierő egy másik Jak–52-es gépe.
A Magyar Légierőnél rendszeresített gépek egyik (04-es oldalszámú) példánya 2011 tavaszától a szolnoki repülőmúzeumban van kiállítva.
A Magyar Légierőnél 2017-ben kivonták a típust. Helyüket cseh Zlín gyártmányú kiképző repülőgépek vették át. Polgári lajstromjellel magántulajdonban és repülőkluboknál több példány is üzemel Magyarországon.

## Műszaki jellemzői
A repülőgépbe egy kilenchengeres, M–14P típusú léghűtéses csillagmotort építettek, amely 2,4 m átmérőjű, állítható állásszögű, kéttollú V530TA–D–35 típusú légcsavart hajt. A motor egy csőszerkezetű tartókerettel csatlakozik a nulladik törzskerethez. A motorhoz jutó hűtőlevegő mennyisége zsalukkal szabályozható.

## Típusváltozatok

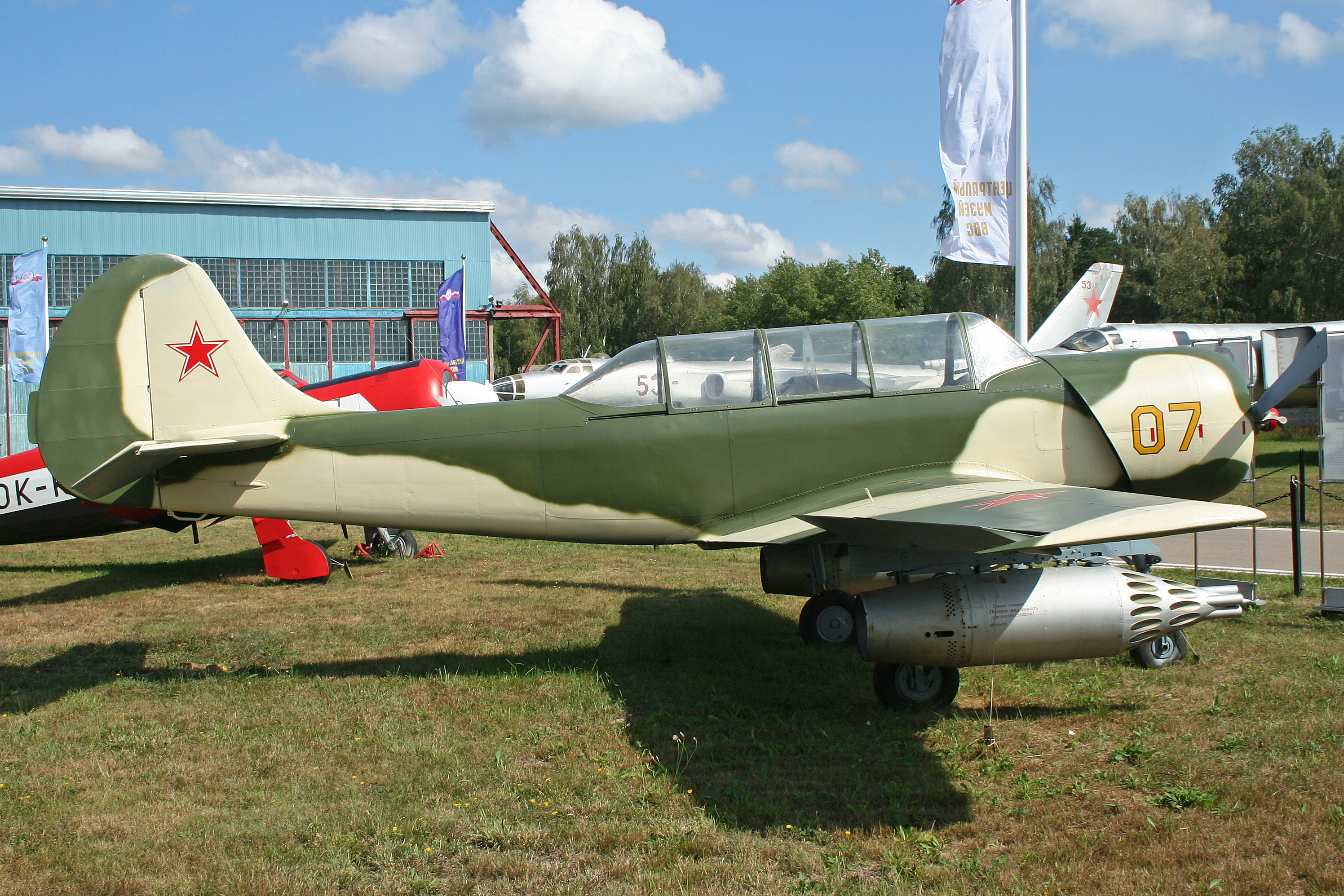
A mindössze egy példányban megépített Jak–52B csatarepülőgép változat

- Jak–52 – Alapváltozat, melyet 1979-től gyártottak.
- Jak–52B – Könnyű csatarepülőgép. A Jak–52 katonai változata, melyet földi célpontok elleni bevetésre terveztek az afganisztáni szovjet hadjárat tapasztalatai alapján, ahol a szovjet hadvezetés egy könnyű, jó manőverezőképességű földi támadó feladatkörű repülőgépet igényelt. A Jakovlev tervezőiroda az olcsó és könnyen gyártható Jak–52 módosításával alakított ki egy csatarepülőgépet. Fegyverzetét a két félszárny alá függesztett egy-egy UB–32-es rakétablokk képezte földi célok elleni, nem irányított rakétákkal. Sorozatgyártás esetén a gép típusjelzésének a Jak–54[4]-t szánták. A szovjet katonai vezetésnek azonban nem keltette fel a figyelmét a gép, így a fejlesztési programot a Jakovlev tervezőiroda törölte. Az egyetlen elkészített gépet átadták a monyinói repülőmúzeumnak.[5]
- Jak–52M – Modernizált változat, melyet Vegyenyejev M–14H csillagmotorral szereltek fel. A gép az alapváltozat kéttollú légcsavarja helyett egy háromtollú, MTV–8 típusú légcsavart kapott. A gépet felszerelték SZKSZ–94MJa típusú mentőberendezéssel. A modernizáció keretében módosították a szárnyat és új műszereket szereltek be. Növelték az üzemanyag-kapacitást (250 literre), melyet a szárnyba épített integrált üzemanyag-tartályokkal értek el. Ennek hatására a gép hatótávolsága 900 km-re növekedett. A modernizációs csomagot a Jakovlev tervezőiroda a 2000-es évek elején dolgozta ki. Egy gép átépítése 35–45 ezer amerikai dollár-be kerül. 2003-tól az Oroszországban üzemeltetett Jak–52-es gépeket folyamatosan átalakítják Jak–52M változatúvá. Az átalakítást az ivanovói 308. sz. repülőgép-javító üzem végzi. Az első modernizált gépet a 2003-as MAKSZ kiállításon mutatták be. A modernizált változat első felszállását 2004. április 16-án hajtotta végre.[6]
- Jak–53 – együléses műrepülőgép, melyet 1981-ben fejlesztettek ki. A Jak–52-től eltérően hiányzik ez elülső pilótakabin, több berendezését egyszerűsítették a kisebb tömeg érdekében. Változtatható állásszögű V–530ТА–D35 típusú légcsavarral szerelték fel.
- Condor – Romániában 1991-ben kidolgozott modernizált változat, melyet hathengeres Lycoming AEIO–540 B5D boxermotorral és háromtollú Hoffmann légcsavarral szereltek fel.
- Iak–52W – A Jak–52-es Romániában modernizált változata. Az Aerostar repülőgépgyár 1998-ban kezdte a fejlesztőmunkát. A gép 2001-ben repült először.

## Műszaki adatai

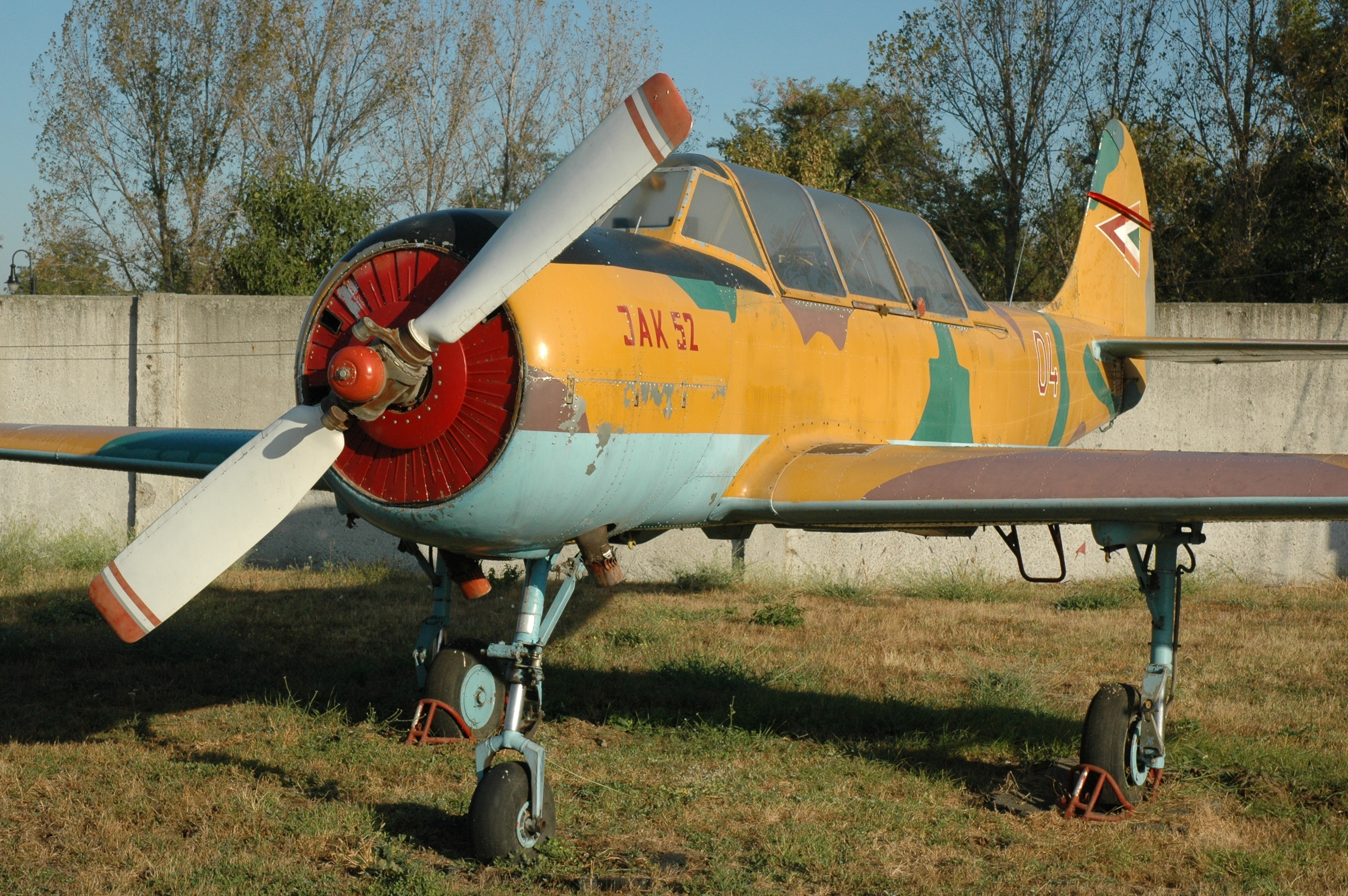
A Magyar Légierő Jak–52-ese a szolnoki repülőmúzeumban

### Geometriai méretek és tömegadatok
- Fesztáv: 9,3 m
- Hossz: 7,75 m
- Magasság: 2,7 m
- Szárnyfelület: 34,4 m²
- Üres tömeg: 1015 kg
- Üzemanyagmennyiség: 122 liter
- Maximális felszálló tömeg: 1305 kg

### Motor
- Típus: Vegyenyejev M–14P kilenchengeres csillagmotor
- Száma: 1 db
- Teljesítménye: 265 kW (360 LE)

### Repülési jellemzők
- Maximális sebesség: 285 km/h
- Utazósebesség: 190 km/h
- Leszálló sebesség: 110 km/h
- Felszállási úthossz: 170 m
- Kigurulási úthossz: 300 m
- Maximális túlterhelés: +7/-5g
- Hatótávolság: 550 km

### Kapcsolódó fejlesztések
- Jak–18
- Jak–50

### Hasonló repülőgépek
- Szu–26
- Extra 300
- Christen Eagle II